# Erimyzon oblongus
Erimyzon oblongus és una espècie de peix de la família dels catostòmids i de l'ordre dels cipriniformes.

## Morfologia
- Els mascles poden assolir 37,6 cm de longitud total.[3][4]

## Alimentació
Menja microcrustacis, insectes aquàtics i algues.

## Hàbitat
És un peix d'aigua dolça i de clima subtropical.

## Distribució geogràfica
Es troba a Nord-amèrica.